# Fabian Wilkens Solheim
Pour les articles homonymes, voir Solheim (homonymie).
Fabian Wilkens Solheim, né le 10 avril 1996, est un skieur alpin norvégien. Spécialiste du slalom géant, il fait partie de la première équipe norvégienne championne du monde en 2021.

## Biographie
Membre du club IL Heming, il prend part à sa première saison dans les compétitions internationales de la FIS en 2011-2012. Un an plus tard, il connaît sa première expérience en équipe nationale en prenant part au Festival olympique de la jeunesse européenne (9e du slalom). Il doit attendre 2015 pour monter sur son premier podium lors d'une course FIS, en slalom et décembre 2016 pour gagner, s'imposant sur le slalom des Championnats de Norvège junior à Geilo.
Solheim prend part à ses premiers et seuls Championnats du monde en 2017 à Åre (12e du slalom géant).
En décembre 2017, il fait ses débuts dans la Coupe d'Europe, où il inscrit ses premiers points lors de sa troisième course, un slalom géant à Trysil (14e). Quelques mois plus tard, en Coupe d'Europe aussi, il prend la quatrième place à Berchtesgaden en slalom géant. En fin d'année 2018, il devient vainqueur à ce niveau en s'imposant sur le slalom géant disputé à Funesdalen.
Trois jours plus tard, il reçoit sa première sélection pour la Coupe du monde à l'occasion du slalom géant de Val d'Isère, mais ne rejoint pas l'arrivée. En janvier 2019, il complète le parcours et marque ses premiers points dans l'élite avec une 22e place au slalom géant d'Adelboden.
S'il commence bien la saison 2019-2020 par deux victoires en Coupe d'Europe à Trysil, il s'illustre dans la Coupe du monde en réalisant son premier résultat dans le top dix à Adelboden (9e du slalom géant)
Il dispute ses premiers championnats du monde en février 2021 à Cortina d'Ampezzo, où il ne parvient à conclure ses courses individuelles (slalom géant et parallèle), mais remporte la compétition par équipes en gagnant le duel décisif et ainsi sa première médaille d'or en compagnie de Thea Louise Stjernesund, Sebastian Foss-Solevåg et Kristina Riis-Johannessen.

## Palmarès

### Jeux olympiques d'hiver
| Épreuve / Édition | Team event                          |
| ----------------- | ----------------------------------- |
| JO 2022 Pékin     | Médaille de bronze, Jeux olympiques |

### Championnats du monde
| Édition / Epreuve               | Descente | Super G | Slalom géant | Slalom | Combiné | Parallèle | Team event |
| Mondiaux 2021 Cortina d'Ampezzo | -        | -       | Abandon      | -      | -       | Abandon   | Or         |

### Coupe du monde
- Meilleur classement général : 99e en 2020.
- Meilleur classement de slalom géant : 30e en 2020.
- Meilleur résultat : 9e.

#### Classements
| Saison / Épreuve | Saison / Épreuve | Général | Général | Descente | Descente | Super G | Super G | Slalom géant | Slalom géant | Slalom | Slalom | Combiné | Combiné | Parallèle | Parallèle |
| ---------------- | ---------------- | ------- | ------- | -------- | -------- | ------- | ------- | ------------ | ------------ | ------ | ------ | ------- | ------- | --------- | --------- |
| Saison / Épreuve | Saison / Épreuve | Class.  | Points  | Class.   | Points   | Class.  | Points  | Class.       | Points       | Class. | Points | Class.  | Points  | Class.    | Points    |
| 2019             | 2019             | 136e    | 9       | -        | -        | -       | -       | 48e          | 9            | -      | -      | -       | -       | -         | -         |
| 2020             | 2020             | 99e     | 51      | -        | -        | -       | -       | 30e          | 39           | -      | -      | -       | -       | 32e       | 12        |
| 2021             | 2021             | 104e    | 34      | -        | -        | -       | -       | 34e          | 34           | -      | -      | -       | -       | -         | -         |

### Championnats du monde juniors
| Épreuve / Édition | Descente | Super G | Slalom géant | Slalom  | Combiné | Team event |
| Mondiaux 2017 Åre | -        | -       | 12e          | Abandon | -       | -          |

### Coupe d'Europe
- 4e du classement de slalom géant en 2020.
- 5 podiums, dont 3 victoires.